# Otophryne robusta
Espèce
Statut de conservation UICN

 LC  : Préoccupation mineure
Otophryne robusta est une espèce d'amphibiens de la famille des Microhylidae.

## Répartition
Cette espèce se rencontre, :
- au Guyana entre 1 234 et 1 411 m d'altitude ;
- au Venezuela dans l'État de Bolívar entre 600 et 1 216 m d'altitude.

## Publication originale
- Boulenger, 1900 : Report on a collection made by Messrs F. V. McConnell and J. J. Quelch at Mount Roraima in British Guiana. Batrachians. Transactions of the Linnean Society  of London, sér. 2, vol. 8, p. 55–56 (texte intégral).